# Тезеро
Тѐзеро (на италиански: Tesero, на местен диалект: Tièzer, Тиезер) е малко градче и община в Северна Италия, автономна провинция Тренто, автономен регион Трентино-Южен Тирол. Разположено е на 1000 m надморска височина. Населението на общината е 2871 души (към 2010 г.).